# Roxana Cogianu
Roxana Gabriela Cogianu (Iași, 21 de septiembre de 1986) es una deportista rumana que compitió en remo.
Participó en tres Juegos Olímpicos de Verano, entre los años 2008 y 2016, obteniendo una medalla de bronce en Río de Janeiro 2016, en la prueba de ocho con timonel, y el cuarto lugar en Londres 2012, en la misma prueba.
Ganó cuatro medallas en el Campeonato Mundial de Remo entre los años 2009 y 2013, y nueve medallas en el Campeonato Europeo de Remo entre los años 2007 y 2015.

## Palmarés internacional
| Juegos Olímpicos   | Juegos Olímpicos            | Juegos Olímpicos  | Juegos Olímpicos |
| Año                | Lugar                       | Medalla           | Prueba           |
| ------------------ | --------------------------- | ----------------- | ---------------- |
| 2016               | Río de Janeiro (Brasil)     | Medalla de bronce | Ocho con timonel |
| Campeonato Mundial |                             |                   |                  |
| Año                | Lugar                       | Medalla           | Prueba           |
| 2009               | Poznań (Polonia)            | Medalla de plata  | Ocho con timonel |
| 2010               | Cambridge (Nueva Zelanda)   | Medalla de bronce | Ocho con timonel |
| 2013               | Chungju (Corea del Sur)     | Medalla de plata  | Dos sin timonel  |
| 2013               | Chungju (Corea del Sur)     | Medalla de plata  | Ocho con timonel |
| Campeonato Europeo |                             |                   |                  |
| Año                | Lugar                       | Medalla           | Prueba           |
| 2007               | Poznań (Polonia)            | Medalla de plata  | Cuatro scull     |
| 2008               | Maratón (Grecia)            | Medalla de bronce | Cuatro scull     |
| 2009               | Brest (Bielorrusia)         | Medalla de oro    | Ocho con timonel |
| 2010               | Montemor-o-Velho (Portugal) | Medalla de oro    | Ocho con timonel |
| 2011               | Plovdiv (Bulgaria)          | Medalla de oro    | Ocho con timonel |
| 2012               | Varese (Italia)             | Medalla de oro    | Ocho con timonel |
| 2013               | Sevilla (España)            | Medalla de oro    | Ocho con timonel |
| 2014               | Belgrado (Serbia)           | Medalla de oro    | Ocho con timonel |
| 2015               | Poznań (Polonia)            | Medalla de bronce | Ocho con timonel |